# Invest
Invest (ook wel Inve$t) is een computerspel dat werd ontwikkeld en uitgegeven door Starbyte Software. Het spel kwam in 1990 uit voor de Commodore Amiga, Atari ST en de Commodore 64. Het spel is een management simulatie van het genre Turn-based strategy. De bedoeling van het spel is zoveel mogelijk geld te verdienen door bedrijven op te kopen en hun producten te verkopen. Het spel is Duitstalig en werd nooit in een andere taal uitgebracht.

## Platforms
| Jaar | Platform                      |
| ---- | ----------------------------- |
| 1990 | Amiga, Atari ST, Commodore 64 |
| 1991 | DOS                           |